# Марина Гастл
Марина Гастл (нім. Marina Gastl; нар. 3 серпня 1985, Інсбрук, Тіроль) — австрійська борчиня вільного стилю, багаторазова чемпіонка та призерка престижних міжнародних турнірів, бронзова призерка чемпіонату світу серед юніорів, чемпіонка Європи серед юніорів та серед кадетів, учасниця Олімпійських ігор.

## Біографія
Боротьбою почала займатися з 1991 року. У 2001 році стала бронзовою призеркою чемпіонату Європи серед кадетів, однак вже наступного року здобула золоту медаль на цьому турнірі. З такими ж результатами і в тій же послідовності виступила у 2004—2005 роках на юніорських континентальних змаганнях — спочатку ставши третьою, а наступного року виборовши чемпіонський титул. У 2005 році також завювала бронзову нагороду на чемпіонаті світу серед юніорів.
Виступала за борцівський клуб RSC з Інцинга.

## Спортивні результати на міжнародних змаганнях

### Виступи на Олімпіадах
| Змагання                                   | Збірна  | Вагова категорія          | Місце |
| ------------------------------------------ | ------- | ------------------------- | ----- |
| Боротьба на літніх Олімпійських іграх 2004 | Австрія | жіноча боротьба, до 72 кг | 9     |

### Виступи на Чемпіонатах світу
| Змагання                        | Збірна  | Вагова категорія          | Місце |
| ------------------------------- | ------- | ------------------------- | ----- |
| Чемпіонат світу з боротьби 2003 | Австрія | жіноча боротьба, до 72 кг | 6     |
| Чемпіонат світу з боротьби 2005 | Австрія | жіноча боротьба, до 72 кг | 9     |
| Чемпіонат світу з боротьби 2007 | Австрія | жіноча боротьба, до 72 кг | 13    |
| Чемпіонат світу з боротьби 2008 | Австрія | жіноча боротьба, до 72 кг | 15    |
| Чемпіонат світу з боротьби 2009 | Австрія | жіноча боротьба, до 72 кг | 5     |
| Чемпіонат світу з боротьби 2011 | Австрія | жіноча боротьба, до 72 кг | 28    |
| Чемпіонат світу з боротьби 2013 | Австрія | жіноча боротьба, до 72 кг | 15    |

### Виступи на Чемпіонатах Європи
| Змагання                         | Збірна  | Вагова категорія          | Місце |
| -------------------------------- | ------- | ------------------------- | ----- |
| Чемпіонат Європи з боротьби 2002 | Австрія | жіноча боротьба, до 67 кг | 7     |
| Чемпіонат Європи з боротьби 2003 | Австрія | жіноча боротьба, до 72 кг | 9     |
| Чемпіонат Європи з боротьби 2005 | Австрія | жіноча боротьба, до 72 кг | 11    |
| Чемпіонат Європи з боротьби 2007 | Австрія | жіноча боротьба, до 72 кг | 8     |
| Чемпіонат Європи з боротьби 2008 | Австрія | жіноча боротьба, до 72 кг | 5     |
| Чемпіонат Європи з боротьби 2009 | Австрія | жіноча боротьба, до 72 кг | 5     |
| Чемпіонат Європи з боротьби 2010 | Австрія | жіноча боротьба, до 72 кг | 5     |
| Чемпіонат Європи з боротьби 2011 | Австрія | жіноча боротьба, до 72 кг | 10    |
| Чемпіонат Європи з боротьби 2012 | Австрія | жіноча боротьба, до 72 кг | 8     |
| Чемпіонат Європи з боротьби 2013 | Австрія | жіноча боротьба, до 72 кг | 8     |
| Чемпіонат Європи з боротьби 2014 | Австрія | жіноча боротьба, до 75 кг | 11    |

### Виступи на інших змаганнях
| Змагання                                                        | Збірна  | Вагова категорія          | Місце  |
| --------------------------------------------------------------- | ------- | ------------------------- | ------ |
| Austrian Ladies Open 2000                                       | Австрія | жіноча боротьба, до 68 кг | 4      |
| Austrian Ladies Open 2001                                       | Австрія | жіноча боротьба, до 68 кг | 7      |
| Austrian Ladies Open 2002                                       | Австрія | жіноча боротьба, до 72 кг | Золото |
| Гран-прі Німеччини з боротьби 2003                              | Австрія | жіноча боротьба, до 72 кг | 5      |
| Austrian Ladies Open 2003                                       | Австрія | жіноча боротьба, до 72 кг | 10     |
| Тестовий турнір FILA 2004                                       | Австрія | жіноча боротьба, до 72 кг | 9      |
| Олімпійський кваліфікаційний турнір з боротьби 2004 (Туніс)     | Австрія | жіноча боротьба, до 72 кг | 7      |
| Олімпійський кваліфікаційний турнір з боротьби 2004 (Мадрид)    | Австрія | жіноча боротьба, до 72 кг | Золото |
| Гран-прі Німеччини з боротьби 2004                              | Австрія | жіноча боротьба, до 72 кг | Бронза |
| Austrian Ladies Open 2004                                       | Австрія | жіноча боротьба, до 72 кг | 9      |
| Klippan Lady Open 2005                                          | Австрія | жіноча боротьба, до 72 кг | Срібло |
| Гран-прі Німеччини з боротьби 2005                              | Австрія | жіноча боротьба, до 72 кг | Бронза |
| Austrian Ladies Open 2005                                       | Австрія | жіноча боротьба, до 72 кг | Срібло |
| Гран-прі Німеччини з боротьби 2006                              | Австрія | жіноча боротьба, до 72 кг | 14     |
| Austrian Ladies Open 2006                                       | Австрія | жіноча боротьба, до 72 кг | Срібло |
| Klippan Lady Open 2007                                          | Австрія | жіноча боротьба, до 72 кг | Бронза |
| Austrian Ladies Open 2007                                       | Австрія | жіноча боротьба, до 72 кг | Бронза |
| Austrian Ladies Open 2008                                       | Австрія | жіноча боротьба, до 72 кг | Бронза |
| Олімпійський кваліфікаційний турнір з боротьби 2008 (Едмонтон)  | Австрія | жіноча боротьба, до 72 кг | 15     |
| Олімпійський кваліфікаційний турнір з боротьби 2008 (Хапаранда) | Австрія | жіноча боротьба, до 72 кг | 16     |
| Klippan Lady Open 2009                                          | Австрія | жіноча боротьба, до 72 кг | Бронза |
| Austrian Ladies Open 2009                                       | Австрія | жіноча боротьба, до 72 кг | 9      |
| Klippan Lady Open 2010                                          | Австрія | жіноча боротьба, до 72 кг | Бронза |
| Золотий Гран-прі з боротьби 2010 (Кліппан )                     | Австрія | жіноча боротьба, до 72 кг | Бронза |
| Гран-прі Німеччини з боротьби 2010                              | Австрія | жіноча боротьба, до 72 кг | Срібло |
| Austrian Ladies Open 2010                                       | Австрія | жіноча боротьба, до 72 кг | Бронза |
| Золотий Гран-прі з боротьби 2010 (Баку)                         | Австрія | жіноча боротьба, до 72 кг | 10     |
| Міжнародний меморіал Дейва Шульца 2011                          | Австрія | жіноча боротьба, до 72 кг | Бронза |
| Klippan Lady Open 2011                                          | Австрія | жіноча боротьба, до 72 кг | 7      |
| Austrian Ladies Open 2011                                       | Австрія | жіноча боротьба, до 72 кг | Срібло |
| Гран-прі Німеччини з боротьби 2011                              | Австрія | жіноча боротьба, до 72 кг | Бронза |
| Гран-прі Іспанії з боротьби 2011                                | Австрія | жіноча боротьба, до 72 кг | Бронза |
| Відкритий чемпіонат Польщі з боротьби 2011                      | Австрія | жіноча боротьба, до 72 кг | 10     |
| Турнір Дана Колова — Николи Петрова 2012                        | Австрія | жіноча боротьба, до 72 кг | Бронза |
| Київський Міжнародний турнір з боротьби 2012                    | Австрія | жіноча боротьба, до 72 кг | 7      |
| Олімпійський кваліфікаційний турнір з боротьби 2012 (Софія)     | Австрія | жіноча боротьба, до 72 кг | 5      |
| Олімпійський кваліфікаційний турнір з боротьби 2012 (Тайюань)   | Австрія | жіноча боротьба, до 72 кг | Бронза |
| Олімпійський кваліфікаційний турнір з боротьби 2012 (Гельсінкі) | Австрія | жіноча боротьба, до 72 кг | Бронза |
| Austrian Ladies Open 2012                                       | Австрія | жіноча боротьба, до 72 кг | 4      |
| Flatz Open 2013                                                 | Австрія | жіноча боротьба, до 72 кг | Бронза |
| Klippan Lady Open 2013                                          | Австрія | жіноча боротьба, до 72 кг | Срібло |
| Austrian Ladies Open 2013                                       | Австрія | жіноча боротьба, до 72 кг | Золото |
| Гран-прі Іспанії з боротьби 2013                                | Австрія | жіноча боротьба, до 72 кг | 13     |
| Flatz Open 2014                                                 | Австрія | жіноча боротьба, до 75 кг | Золото |

### Виступи на змаганнях молодших вікових груп
| Змагання                                       | Збірна  | Вагова категорія          | Місце  |
| ---------------------------------------------- | ------- | ------------------------- | ------ |
| Чемпіонат Європи з боротьби серед юніорів 2002 | Австрія | жіноча боротьба, до 68 кг | 4      |
| Чемпіонат світу з боротьби серед юніорів 2003  | Австрія | жіноча боротьба, до 72 кг | 6      |
| Чемпіонат Європи з боротьби серед юніорів 2004 | Австрія | жіноча боротьба, до 72 кг | Бронза |
| Чемпіонат світу з боротьби серед юніорів 2005  | Австрія | жіноча боротьба, до 72 кг | Бронза |
| Чемпіонат Європи з боротьби серед юніорів 2005 | Австрія | жіноча боротьба, до 72 кг | Золото |
| Чемпіонат Європи з боротьби серед кадетів 2000 | Австрія | жіноча боротьба, до 65 кг | 4      |
| Чемпіонат Європи з боротьби серед кадетів 2001 | Австрія | жіноча боротьба, до 70 кг | Бронза |
| Чемпіонат Європи з боротьби серед кадетів 2002 | Австрія | жіноча боротьба, до 70 кг | Золото |